# Race the Sun – Im Wettlauf mit der Zeit
Race the Sun – Im Wettlauf mit der Zeit (Race the Sun) ist eine US-amerikanische Abenteuerkomödie aus dem Jahr 1996. Regie führte Charles T. Kanganis, das Drehbuch schrieb Barry Morrow.

## Handlung
Die geschiedene Englischlehrerin Sandra Beecher übernimmt eine Stelle in der Kona Pali High School in Hawaii. Die Schule hat mit typischen Problemen von Bildungseinrichtungen in sozialen Brennpunkten zu kämpfen. Die Schüler fühlen sich von vornherein als Verlierer und werden von der Gesellschaft – inklusive der Lehrer – auch als solche behandelt. Die neue Lehrerin will sich mit der Motivationslosigkeit ihrer Schüler nicht abfinden und verpflichtet diese zum Besuch eines Wissenschaftswettbewerbes. Dort zeigt einer der Schüler Interesse an einem ausgestellten Solarmobil. Dabei kommt es zu einer handgreiflichen Auseinandersetzung mit arroganten Angehörigen einer Eliteschule. Im Ergebnis beschließt die Schülergruppe, die Eliteschüler auf deren ureigenstem Terrain zu schlagen – nämlich beim bevorstehenden Solarmobilrennen, dessen Sieger eine gesponserte Teilnahme an der Solarmobil-Weltmeisterschaft in Australien gewinnen soll.
Die erste Hälfte des Films schildert, wie die Jugendlichen mit Unterstützung ihrer Lehrerin ihre jeweiligen Stärken entdecken, es lernen, Rückschläge wegzustecken, und mit Beharrlichkeit bis zur Teilnahme am Rennen gelangen. Dieses gewinnen sie schließlich dank guter Kenntnisse der örtlichen Wetterbedingungen: Wegen aufkommender Bewölkung war die zusätzliche Kapazität einer zweiten Batterie wichtiger als deren zusätzliches Gewicht.
Die zweite Hälfte des Films schildert die Weltmeisterschaftsteilnahme in Australien. Neben dem Erlebnis der weiten Natur gibt es Einiges an technischen und natürlichen Schwierigkeiten sowie an Konflikten mit ehrgeizigen Konkurrenten und dem eigenen Sponsor zu bestehen. Dazu müssen die Schüler im Laufe des Rennens lernen, ihre persönlichen Konflikte und Eigenheiten zu beherrschen, um am Ende das Rennen doch noch mit letzter Kraft beenden zu können und als eine von nur wenigen Mannschaften die Gesamtstrecke von fast 3000 Kilometern zu meistern.

## Kritiken
James Berardinelli schrieb auf ReelViews, am meisten würden die Drehorte beeindrucken – was bereits alles darüber sage, wie notwendig ein neuer Film des Subgenres sei, dem bereits einige „formelhafte“ Triumph-der-Benachteiligten-Filme angehören würden. Es sei schwierig, einen neuen Film des Subgenres nicht zu hassen. Die „Feel-good-Geschichte“ wirke unecht und einfallslos. Der Zuschauer sei mit einer Vielzahl der Charaktere und der Substränge der Handlung konfrontiert, für die die Filmzeit nicht ausreiche; nichts davon sei originell. Halle Berry und James Belushi würden besonders flache Darstellungen abliefern.
Stephen Holden schrieb in der New York Times vom 22. März 1996, die Teenagerfilme über Schüler, die in Wettbewerben starten, seien gewöhnlich derart „sklavisch klischeehaft“, dass dieser Film „wiedererkennbar“ sei. Er verschwende keine Zeit für bewundernde Darstellungen der gezeigten Technologie.
Die Zeitschrift Cinema bezeichnete die Komödie als einen „Feel-good-Film nach wahrer Story“.

## Hintergründe
1990 nahm tatsächlich ein Team der Konawaena High School aus Hawaii am World Solar Challenge teil, errang den 18. Platz und war damit die erste Schülermannschaft, die ins Ziel kam. Der Film basiert lose auf diesem Ereignis.
Der Film wurde in den australischen Provinzen New South Wales und South Australia sowie in Hawaii gedreht. Er spielte in den Kinos der USA ca. 1,9 Millionen US-Dollar ein.